# Kingston Wall
Kingston Wall war ein psychedelisches/progressives Rocktrio aus Finnland.

## Geschichte
1987 wurde die Band von den drei Mitgliedern Petri Walli (Gesang, Gitarre), Jukka Jylli (Bass) und Sami Kuoppamäki (Schlagzeug) in Helsinki gegründet. Walli komponierte den Großteil der Lieder und schrieb alle Liedtexte. Großen Einfluss auf die Musik nahm der Frontmann dabei von Interpreten wie Pink Floyd, Led Zeppelin oder Jimi Hendrix. Zudem nahm Walli die Rolle des Produzenten und Managers der Band ein und leitete das hauseigene Musiklabel Trinity.
Bis zu Wallis Suizid im Juni 1995 veröffentlichte die Band drei Alben: I (1992), II (1993) und III – Tri-Logy (1994). 2005 wurde ein Livealbum mit dem Titel Real Live Thing veröffentlicht, welches von Jylli ausgewählte Konzertmitschnitte beinhaltet. Die drei Studioalben wurden auf dem Trinity Label veröffentlicht und später von dem Label Zen Garden (später Teil von Sony BMG) als Remaster neu veröffentlicht.

## Diskografie

### Alben
| Jahr | Titel                     | Höchstplatzierung, Gesamtwochen, AuszeichnungChartsChartplatzierungen (Jahr, Titel, Platzierungen, Wochen, Auszeichnungen, Anmerkungen) | Anmerkungen                                                               |
| Jahr | Titel                     | FI | Anmerkungen                                                               |
| ---- | ------------------------- | --- | ------------------------------------------------------------------------- |
| 1992 | I                         | FI5 (11 Wo.)FI | Charteinstieg bei Wiederveröffentlichung 1998, Höchstplatzierung von 2015 |
| 1993 | II                        | FI2 (20 Wo.)FI | Höchstplatzierung von 2015                                                |
| 1994 | III – Tri-Logy            | FI3 (12 Wo.)FI | Höchstplatzierung von 2016                                                |
| 2005 | Real Live Thing           | FI8 (4 Wo.)FI | Livealbum                                                                 |
| 2012 | King Size Box             | FI26 (2 Wo.)FI | Boxset                                                                    |
| 2024 | III – Tri-Logy (2024 Mix) | FI1 (2 Wo.)FI | Remix-Album                                                               |

grau schraffiert: keine Chartdaten aus diesem Jahr verfügbar
Weitere Alben
- 2000: Freakout Remixes
- 2005: Kingston Wall Real Live Thing (3CD Box)

### Singles
- 1993: We Cannot Move / She’s So Fine / I Feel Love / Between the Trees
- 1994: Stüldt Håjt / Have You Seen the Pyg-mies? / Time
- 1994: The Real Thing, Radio Edits